# Vaccinium missouriense
Vaccinium missouriense là một loài thực vật có hoa trong họ Thạch nam. Loài này được (Ashe) Ashe miêu tả khoa học đầu tiên năm 1931.